# Mars-500

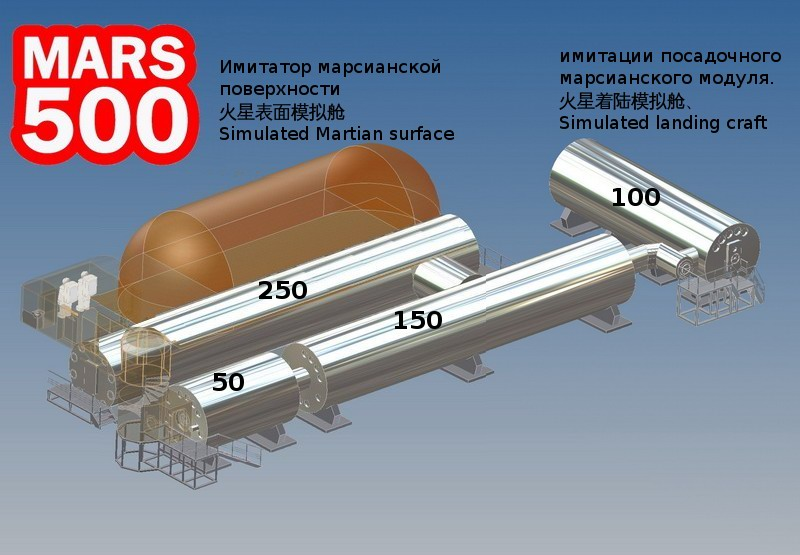
Impressie van het Mars-500 complex.

Mars-500 (Russisch: Марс-500) was een experiment waarbij een bemande ruimtereis naar Mars werd nagebootst op Aarde. De test werd uitgevoerd door het Institute of Biomedical Problems van de Russische Academie van Wetenschappen in Moskou.
Doel van het experiment was om vast te stellen wat de mogelijke effecten konden zijn van een achttien maanden lang durende ruimtereis op astronauten, zowel fysiek als psychisch. 
De proefneming bestond uit drie onderdelen. De eerste fase besloeg 15 dagen en liep van 15 november tot 27 november 2007. De tweede test duurde 105 dagen en liep van 31 maart tot 14 juli 2009. Het derde deel, dat achttien maanden (520 dagen) duurde, begon op 3 juni 2010 en liep door tot en met 4 november 2011.
Een groep vrijwilligers leefde en werkte, in elk van de drie onderdelen van het experiment, in een replica van een ruimteschip en onder natuurgetrouw nagebootste omstandigheden.

## Eerder experiment
Een voorloper van dit experiment, genaamd SFINCSS-99, werd uitgevoerd door hetzelfde Russische instituut. Het begon op 3 december 1999 en duurde 110 dagen.

## De drie testfasen
De eerste fase van het Mars-500 experiment besloeg 15 dagen. Het doel hiervan was om de technische instrumenten, de voorzieningen en de werkwijze uit te testen. Dit werd gedaan door zes vrijwilligers.
Het tweede onderdeel duurde ruim drie maanden. Zes andere vrijwilligers leefden en werkten in de geïsoleerde omstandigheden van het nagemaakte ruimteschip.
Tijdens het derde, meest langdurige onderdeel van het experiment, werd een hele ruimtemissie naar Mars nagebootst. Zes vrijwilligers verbleven anderhalf jaar in het ruimtevaartuig. Zij hadden beperkte mogelijkheden tot contact met de buitenwereld, dat bovendien plaatsvond met 20 minuten vertraging. De voorraden aan boord waren beperkt.

## Programma derde experiment

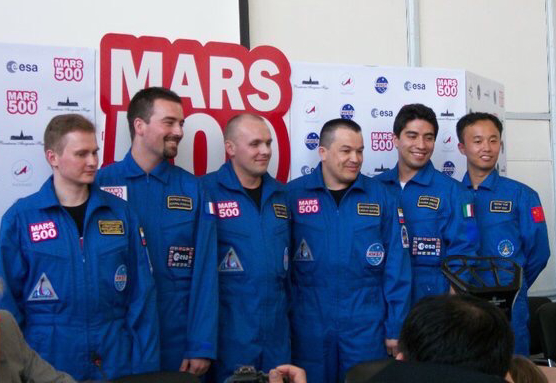
De bemanning voor de missie

In de eerste 250 dagen werd met de zes deelnemers de heenreis naar Mars gesimuleerd. In februari 2011 kwam het ruimteschip zogenaamd in een baan om Mars. Op 14 februari 2011 zetten de "astronauten" voet op een nagemaakt stukje Mars, een zandbak van zes bij tien meter in een aangrenzende loods. Drie van de zes astronauten maakten in totaal drie uitstapjes op Mars, waarbij zelfs een vlag geplant werd. Op 1 maart werd de terugreis naar de aarde aangevat en in de resterende 240 dagen werd de terugreis gesimuleerd. Op 4 november 2011 kwamen de zes vrijwilligers weer terug "op Aarde".

## Doel van het experiment
- Ervaring opdoen met het organiseren van de activiteiten van de bemanning en de communicatie met de vluchtleiding.
- Het testen van methoden, controlemogelijkheden en bewaking van de leefomgeving tijdens een langdurig verblijf.
- Het oefenen van de activiteiten van de bemanning tijdens de vlucht en op het oppervlak van Mars.
- Mogelijkheden onderzoeken om een medische diagnose te stellen, het voorspellen van de gezondheidstoestand en arbeidsgeschiktheid, het verbeteren van de mogelijkheden tot het verstrekken van medische hulp en het voorkomen van ziekten.
- Het gebruiken van een informatiesysteem dat gegevens over de activiteiten van de bemanning verstrekt.
- Het bieden van mogelijkheden van psychologische ondersteuning, waarbij gebruik wordt gemaakt van sociomapping (waarbij de structuur van de groep visueel inzichtelijk wordt gemaakt).

## Het ruimteschip

Plattegrond van de verschillende modules van Mars-500.

De faciliteiten voor het experiment zijn gelegen in Moskou en beslaan een geïsoleerd complex (het nagebouwde ruimteschip), de meldkamer van de missieleiding, technische voorzieningen en kantoren. 
Het geïsoleerde gedeelte bestaat uit vijf verschillende modules. Drie modules representeren het ruimteschip: de leefruimte, voorraadmodule/voorzieningen en een medische ruimte. De vierde module, die aan het ruimteschip vastzit, stelt de landingsmodule voor. In de vijfde module, die aan de vierde vastzit, is een stukje van het Marsoppervlak nagemaakt. De totale ruimte is 550 m³.
Deze modules bevatten alles wat nodig is voor het anderhalf jaar durende experiment: communicatie- en controlesystemen, ventilatiesystemen, lucht- en watervoorzieningen, riolering, lucht- en waterkwaliteitbewaking, recyclingsystemen, medische apparatuur, brandveiligheidssystemen en noodvoorzieningen.
De leefruimte, een ronde ruimte van 3,6 bij 20 meter, bestaat uit een woonkamer, een keuken/eetkamer, zes persoonlijke ruimtes voor de bemanningsleden, een toilet en de controleruimte. De persoonlijke ruimtes van elk ongeveer 3 m³, bevatten een bed, een tafel, een stoel en planken voor persoonlijke bezittingen.
De medische module is ook een ronde ruimte van 3,2 bij 11,9 meter. Hij bevat twee medische slaapplaatsen, een toilet en medische instrumenten voor routineonderzoek. Er zijn daarnaast medische voorzieningen voor telegeneeskunde, laboratoriumonderzoek en diagnostisch onderzoek.
De voorraadmodule bestaat uit vier onderdelen. Een gekoeld gedeelte waarin voedsel wordt bewaard, een compartiment waarin niet-bederfelijk voedsel is opgeslagen, een experimentele kas en een afdeling met een badkamer, sauna en fitnessruimte.
De landingsmodule werd alleen gebruikt in de dertig dagen dat het ruimteschip in "een baan rond Mars" draaide.

## De bemanning
Eisen die aan de vrijwilligers werden gesteld in de wervingsadvertentie:
- Leeftijd tussen 25 en 50 jaar.
- Hogere opleiding.
- Specialismen: een basisarts met kennis van eerste hulp; een arts-onderzoeker met kennis van klinische laboratoriumdiagnostiek; een bioloog; technicus met kennis van levensonderhoudsystemen; computerspecialist; specialist in elektronica; een monteur.
- Talenkennis: kennis van Russisch en Engels op een niveau dat voldoende is voor zowel dagelijkse als professionele communicatie.

Voor het derde onderdeel van het experiment, de afzondering van 520 dagen, reageerden meer dan 6000 mensen uit 40 verschillende landen op de advertentie. De zes vrijwilligers die werden uitgekozen, waren drie Russen, twee Europeanen en een Chinees.
- Romain Charles (Frankrijk), 31 jaar, ingenieur
- Sukhrob Rustamovich Kamolov (Rusland), arts
- Alexey Sergeyevich Sitev (Rusland), missieleider, ingenieur
- Alexandr Egorovich Smoleevskiy (Rusland), fysioloog
- Diego Urbina (Italië), 27 jaar, ingenieur
- Wang Yue (China), 27 jaar, instructeur astronautenopleiding